# 比安卡·兰厄姆-普里查德
比安卡·兰厄姆-普里查德（英語：Bianca Langham-Pritchard，1975年5月29日—），澳大利亚女子曲棍球运动员。她曾代表澳大利亚参加1998年和2002年英联邦运动会曲棍球比赛，获得一枚金牌和一枚铜牌。